# Fusō
Fusō (扶桑町?) è una cittadina giapponese della prefettura di Aichi.